# Мистер Джонс
«Мистер Джонс» (англ. Mr. Jones) — американская мелодрама режиссёра Майка Фиггиса по произведению Эрика Рота. Премьера фильма состоялась 8 октября 1993 года.

## Сюжет
Мистер Джонс, страдающий болезненными перепадами настроения, в период «солнечной мании» устраивается на работу, пытается взлететь с крыши, считая, что практически умеет летать, и в результате попадает в психиатрическую клинику. Его лечащий врач доктор Элизабет Бауэн проявляет к своему пациенту не только профессиональный интерес.

## В ролях
- Ричард Гир — мистер Джонс
- Лена Олин — доктор Элизабет Бауэн
- Энн Бэнкрофт — доктор Кэтрин Холланд
- Том Ирвин — доктор Патрик Шэй
- Делрой Линдо — Говард
- Брюс Олтман — Дэвид
- Лорен Том — Аманда Чанг
- Томас Копач — мистер Уилсон
- Питер Юрасик — доктор Роузен
- Леон Сингер — продавец хотдогов
- Анна Мария Хорсфорд — судья Харрис
- Эдвард Падилла — коридорный
- Келли Уильямс — Келли
- Сэл Лопес — Генри
- Скотт Томсон — Конрад
- Билл Моузли — рабочий
- Валенте Родригес — санитар
- Дана Ли — мистер Чанг
- Ирен Цу — миссис Чанг
- Кэти Кинни — бездомная женщина
- Тейлор Негрон — Джеффри
- Билл Пуллман — бригадир на стройплощадке (нет в титрах)

## Съёмочная группа
- Режиссёр-постановщик: Майк Фиггис
- Сценаристы: Эрик Рот, Майкл Кристофер
- Продюсеры: Дебра Гринфилд, Алан Грейсман
- Оператор: Хуан Руис Анчиа
- Композитор: Морис Жарр
- Монтажёр: Тим Рольф
- Художник-постановщик: Вальдемар Калиновски
- Художник по костюмам: Рита Райек
- Гримёры: Трейси Грэй, Том Лукас
- Звукорежиссёры: Фред Дж. Браун, Клейтон Коллинз, Марк Р. Ла Пойнт, Боб О’Брайен, Мишель Шарп, Стен Сигел,
- Спецэффекты: Кэм Куни
- Постановка трюков: Гэри Хаймс
- Дирижёры: Морис Жарр, Патрик Расс

## Интересные факты
Мишель Пфайффер отказалась от главной женской роли, чтобы принять участие в съёмках фильма Бэтмен возвращается в роли Женщины-кошки Селины Кайл.